# 자버 마켓
자버 마켓은 미국 캘리포니주 엘에이에 위치한 미국에서 가장 큰 의류 소도매 시장이다. 시장을 차지하고 있는 한인의 수는 70% 가까이 되며, 불과 자그마한 거리에서 전체 면적이 무려 2.5평방킬로미터에 1700개가 넘는 점포들이 운영할 정도의 대규모 시장으로 성장한 데는 브라질에서 이주해온 한인 상인들의 공이 컸다고 전해진다.